# Jonathan Marray
Jonathan Marray (Liverpool, 10 marzo 1981) è un ex tennista britannico, campione in doppio di Wimbledon 2012.
Ha raggiunto il suo best ranking in singolare il 25 aprile 2005 con la 215ª posizione, mentre nel doppio ha raggiunto, il 28 gennaio 2013, il 15º posto del ranking ATP.

## Carriera
In carriera in singolare, è riuscito a conquistare cinque tornei del circuito futures. In doppio, invece, ha conquistato ben dodici titoli del circuito challenger e sedici titoli del circuito futures.

Al torneo di Wimbledon 2012 riceve una wild-card per partecipare insieme a Frederik Nielsen al torneo di doppio maschile. A sorpresa riescono ad infilare una serie di sei vittorie, eliminando sulla loro strada ben quattro teste di serie e conquistando il primo titolo a Wimbledon.

## Statistiche

### Doppio

#### Vittorie (3)
| Legenda                   |
| Grande Slam (1)           |
| ATP World Tour Finals (0) |
| ATP Masters 1000 (0)      |
| ATP World Tour 500 (0)    |
| ATP World Tour 250 (2)    |

| Numero | Data            | Torneo                                     | Superficie | Compagno             | Avversari in finale          | Punteggio                     |
| 1.     | 7 luglio 2012   | Torneo di Wimbledon, Londra                | Erba       | Frederik Nielsen     | Robert Lindstedt Horia Tecău | 4-6, 6-4, 7–6(5), 6(5)–7, 6-3 |
| 2.     | 11 gennaio 2015 | Chennai Open, Chennai                      | Cemento    | Lu Yen-hsun          | Raven Klaasen Leander Paes   | 6-3, 7–6(4)                   |
| 3.     | 19 luglio 2015  | Hall of Fame Tennis Championships, Newport | Erba       | Aisam-ul-Haq Qureshi | Nicholas Monroe Mate Pavić   | 4–6, 6–3, [10–8]              |

#### Finali perse (5)
| Legenda                   |
| Grande Slam (0)           |
| ATP World Tour Finals (0) |
| ATP Masters 1000 (0)      |
| ATP World Tour 500 (0)    |
| ATP World Tour 250 (5)    |

| Numero | Data             | Torneo                                     | Superficie  | Compagno       | Avversari in finale                     | Punteggio            |
| 1.     | 21 giugno 2013   | AEGON International, Eastbourne            | Erba        | Colin Fleming  | Alexander Peya Bruno Soares             | 6–3, 3–6, [8–10]     |
| 2.     | 28 luglio 2013   | Atlanta Open, Atlanta                      | Cemento     | Colin Fleming  | Édouard Roger-Vasselin Igor Sijsling    | 6(6)–7, 3-6          |
| 3.     | 23 febbraio 2014 | Open 13, Marsiglia                         | Cemento (i) | Paul Hanley    | Julien Benneteau Édouard Roger-Vasselin | 6-4, 6(6)–7, [11-13] |
| 4.     | 22 febbraio 2015 | Open 13, Marsiglia                         | Cemento (i) | Colin Fleming  | Henri Kontinen Marin Draganja           | 4-6, 6-3, [8-10]     |
| 5.     | 16 luglio 2016   | Hall of Fame Tennis Championships, Newport | Erba        | Adil Shamasdin | Samuel Groth Chris Guccione             | 4-6, 3-6             |

### Tornei minori

#### Singolare

##### Vittorie (5)
| Challengers (0) |
| Futures (5)     |

| Numero | Data              | Torneo                                    | Superficie | Avversario in finale | Punteggio     |
| 1.     | 11 novembre 2000  | India F4 Futures 2000, Lucknow            | Erba       | Leslie Demiliani     | 7-5, 0-6, 7-5 |
| 2.     | 20 settembre 2003 | Great Britain F9 Futures 2003, Sunderland | Cemento    | Richard Bloomfield   | 6-4, 7–6(3)   |
| 3.     | 8 maggio 2004     | Uzbekistan F3 Futures 2004, Namangan      | Cemento    | Aleksej Kedrjuk      | 6-3, 6-4      |
| 4.     | 15 maggio 2004    | Uzbekistan F4 Futures 2004, Andijan       | Cemento    | Aisam-ul-Haq Qureshi | 7–6(3), 6-3   |
| 5.     | 14 maggio 2006    | Greece F2 Futures 2006, Syros             | Cemento    | James Cerretani      | 6-4, 6-3      |

#### Doppio

##### Vittorie (28)
| Challengers (12) |
| Futures (16)     |

| Numero | Data              | Torneo                                                     | Superficie     | Compagno           | Avversari in finale                   | Punteggio            |
| 1.     | 16 marzo 2002     | India F1 Futures 2002, Chennai                             | Cemento        | David Sherwood     | Rohan Bopanna Vijay Kannan            | 3-6, 7–6(6), 7–6(8)  |
| 2.     | 26 maggio 2002    | Jamaica F6 Futures 2002, Montego Bay                       | Cemento        | David Sherwood     | Simon Larose Kiantki Thomas           | 4-6, 2-1r            |
| 3.     | 29 settembre 2002 | Great Britain F8 Futures 2002, Sunderland                  | Cemento        | David Sherwood     | Johannes Ager Alan Mackin             | 7–6(2), 4-6, 6-4     |
| 4.     | 16 febbraio 2003  | Great Britain F3 Futures 2003, Southampton                 | Cemento        | David Sherwood     | Satoshi Iwabuchi Michihisa Onoda      | 6-3, 7-5             |
| 5.     | 13 aprile 2003    | Qatar F2 Futures 2003, Doha                                | Cemento        | David Sherwood     | Ivo Klec Aisam-ul-Haq Qureshi         | 3-6, 6-2, 7–6(3)     |
| 6.     | 10 agosto 2003    | Great Britain F7 Futures 2003, Wrexham                     | Cemento        | Mark Hilton        | Richard Crabtree Simon Dickson        | 6-1, 6-0             |
| 7.     | 20 settembre 2003 | Great Britain F9 Futures 2003, Sunderland                  | Cemento        | Mark Hilton        | Daniel Kiernan David Sherwood         | 6-3, 6-3             |
| 8.     | 8 novembre 2003   | Jamaica F13 Futures 2003, Kingston                         | Cemento        | Andrew Banks       | Jacob Adaktusson Gabriel Montilla     | 6-4, 6-3             |
| 9.     | 28 marzo 2004     | Greece F1 Futures 2004, Atene                              | Cemento        | Mark Hilton        | Tomasz Bednarek Andrés Dellatorre     | 6-3, 5-2r            |
| 10.    | 28 marzo 2004     | Uzbekistan F3 Futures 2004, Namangan                       | Cemento        | Daniel Kiernan     | Aleksej Kedrjuk Orest Tereščuk        | 6-4, 6-3             |
| 11.    | 19 settembre 2004 | France F14 Futures 2004, Mulhouse                          | Cemento        | David Sherwood     | Josselin Ouanna Alexandre Sidorenko   | 6-2, 6-1             |
| 1.     | 29 gennaio 2005   | The LTA Wrexham Challenger 2005, Wrexham                   | Cemento        | Mark Hilton        | Tuomas Ketola Frederik Nielsen        | 6-3, 6-2             |
| 12.    | 2 aprile 2005     | Great Britain F5 Futures 2005, Bath                        | Cemento        | Mark Hilton        | Mustafa Ghouse Scott Lipsky           | 6-4, 6-4             |
| 2.     | 23 aprile 2005    | Nottingham Challenger 2005, Nottingham                     | Cemento indoor | Mark Hilton        | Mustafa Ghouse Harsh Mankad           | 6-4, 3-6, 6-3        |
| 3.     | 17 luglio 2005    | Manchester Trophy 2005, Manchester                         | Cemento        | Mark Hilton        | James Auckland Daniel Kiernan         | 6-3, 6-2             |
| 4.     | 12 marzo 2006     | Shimadzu All Japan Indoor Tennis Championships 2006, Kyoto | Sintetico      | Alun Jones         | Prakash Amritraj Rohan Bopanna        | 6-4, 3-6, [14-12]    |
| 5.     | 29 luglio 2006    | Nottingham Challenger II 2006, Nottingham                  | Erba           | Martin Lee         | Josh Goodall Ross Hutchins            | 3-6, 6-2, [10-3]     |
| 13.    | 5 agosto 2006     | Great Britain F11 Futures 2006, Ilkley                     | Erba           | Jim May            | Shane La Porte James Ludlow           | 7–6(3), 6-3          |
| 6.     | 19 agosto 2006    | s Tennis Masters Challenger 2006, Graz                     | Cemento        | Ross Hutchins      | James Auckland Jamie Delgado          | 6(5)–7, 6-4, [15-13] |
| 14.    | 14 dicembre 2008  | Czech Republic F5 Futures 2008, Frydland Nad Ostravici     | Cemento        | Colin Fleming      | Andis Juška Konstantin Kravčuk        | 6-3, 3-2r            |
| 15.    | 21 dicembre 2008  | Czech Republic F6 Futures 2008, Opava                      | Sintetico      | Colin Fleming      | Jaroslav Pospíšil Jiří Školoudík      | 6-4, 6-2             |
| 16.    | 25 gennaio 2009   | Great Britain F2 Futures 2009, Sheffield                   | Cemento        | Richard Bloomfield | Dusan Karol Jiří Krkoška              | 6-4, 7–6(3)          |
| 7.     | 19 luglio 2009    | Manchester Trophy 2009, Manchester                         | Cemento        | Josh Goodall       | Colin Fleming Ken Skupski             | 6(1)–7, 6-3, [11-9]  |
| 8.     | 13 settembre 2009 | TEAN International 2009, Alphen                            | Terra rossa    | Jamie Murray       | Serhij Bubka Serhij Stachovs'kyj      | 6-1, 6-4             |
| 9.     | 8 novembre 2009   | President's Cup 2009, Astana                               | Cemento        | Jamie Murray       | David Martin Rogier Wassen            | 4-6, 6-3, [10-5]     |
| 10.    | 16 gennaio 2010   | Challenger Salinas 2010, Salinas                           | Cemento        | Jamie Murray       | Sanchai Ratiwatana Sonchat Ratiwatana | 6-3, 6-4             |
| 11.    | 14 febbraio 2010  | Internazionali di Tennis di Bergamo 2010, Bergamo          | Cemento        | Jamie Murray       | Karol Beck Jiří Krkoška               | 6-1, 6(2)–7, [10-8]  |
| 12.    | 30 gennaio 2011   | Intersport Heilbronn Open 2011, Heilbronn                  | Cemento        | Jamie Delgado      | Frank Moser David Škoch               | 6-1, 6-4             |